# Tango Desktop
Pour les articles homonymes, voir Tango.
Tango Desktop est un projet (lancé en 2005) visant à proposer une unité d'interface graphique au monde informatique.

## Introduction
Le projet propose notamment d'unifier le style des icônes grâce à une charte graphique claire.
Un ensemble d'icônes suivant une logique établie de métaphore visuelle est proposé. Cela rejoint et complète ce qui existe déjà pour les logiciels Open Source qui suivent également les conventions de nommage des icônes selon les directives de freedesktop.
L'ensemble d'icônes a été adapté par Ubuntu (qui en propose une version orange) et les directives stylistiques ont été utilisées par GNOME dans sa version 2.16.

## Palette
Code couleur hexadecimal de la palette utilisée pour le projet Tango Desktop Project, organisée par groupes de couleurs et de luminosités :Tango Icon Theme Guide
| Butter      | fce94f | edd400 | c4a000 |
| Orange      | fcaf3e | f57900 | ce5c00 |
| Chocolate   | e9b96e | c17d11 | 8f5902 |
| Chameleon   | 8ae234 | 73d216 | 4e9a06 |
| Sky Blue    | 729fcf | 3465a4 | 204a87 |
| Plum        | ad7fa8 | 75507b | 5c3566 |
| Scarlet Red | ef2929 | cc0000 | a40000 |
| Aluminium   | eeeeec | d3d7cf | babdb6 |
| Aluminium   | 888a85 | 555753 | 2e3436 |

Ici en décimal
| Butter      | 252 233 79  | 237 212 0   | 196 160 0   |
| Orange      | 252 175 62  | 245 121 0   | 206 92 0    |
| Chocolate   | 233 185 110 | 193 125 17  | 143 89 2    |
| Chameleon   | 138 226 52  | 115 210 22  | 78 154 6    |
| Sky Blue    | 114 159 207 | 52 101 164  | 32 74 135   |
| Plum        | 173 127 168 | 117 80 123  | 92 53 102   |
| Scarlet Red | 239 41 41   | 204 0 0     | 164 0 0     |
| Aluminium   | 238 238 236 | 211 215 207 | 186 189 182 |
| Aluminium   | 136 138 133 | 85 87 83    | 46 52 54    |

## Licences
- Les icônes : Domaine public
- Les palettes : Domaine public
- Utilitaires pour nommer les icônes : GPL